# Пісочне озеро (Ковельський район)
Пісочне озеро — озеро карстового походження, розташоване на північний схід від села Мельники Ковельського району Волинської області. Належить до групи Шацьких озер, що у межиріччі річок Прип'ять й Західного Бугу на території Шацького національного природного парку Волинського Полісся.

## Загальний опис
Береги озера піщані, низькі. Улоговина округлої форми. Дно піщане.
Довжина озера — 2 км, ширина — 1,9 км, площа 1,38 км², пересічна глибина — близько 7 м, максимальна — понад 16 м.
Живиться поверхневими та підземними водами. Взимку вода  замерзає.
Прозорість води у Пісочному озері найбільша серед групи Шацьких озер.
В озері водяться лящ, карась, щука, короп тощо; акліматизують окремі види риб, зокрема, фореле-окуня.

## Гідрохімія
Хімічний склад води Пісочного озера: мінералізація води не висока — близько 130 мг/дм³ (менша ніж у озера Світязь) (тип води — гідрокарбонатно-кальцієва); рН води — 7,7 (слабколужна); вода добре насичена киснем — 10,9 мг/дм³, незначний вміст сполук азоту (зокрема, нітратів), заліза.
Хімічний склад води: середня концентрація основних іонів та мінералізація, мг/дм³
| HCO− 3 | SO2− 4 | Cl−  | Ca2+ | Mg2+ | Na+K+ | Мінералізація води |
| ------ | ------ | ---- | ---- | ---- | ----- | ------------------ |
| 84,1   | 3,1    | 10,9 | 18,8 | 3,1  | 12,2  | 132,2              |

Хімічний склад води: середнє значення рН, концентрація кисню, мінеральних сполук азоту та заліза, мг/дм³:
| рН  | O2   | NH+ 4 | NO− 2 | NO− 3 | Fe2− | Fe3− |
| --- | ---- | ----- | ----- | ----- | ---- | ---- |
| 7,7 | 10,9 | 0,1   | 0,01  | 1,3   | 0,0  | 0,3  |

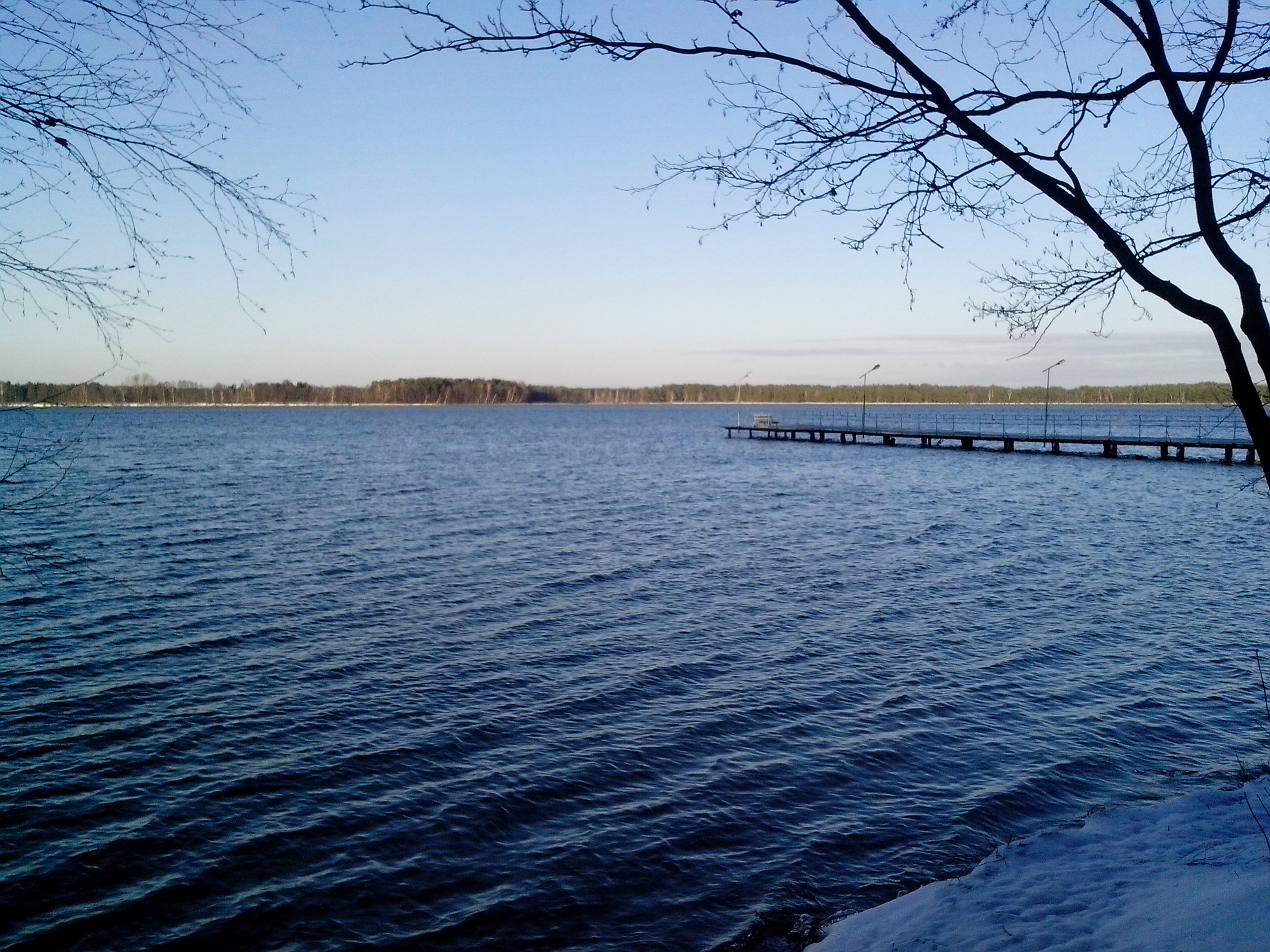

У Пісочному озері відзначається досить висока якість води, оскільки поряд немає значних джерел забруднення, а статус Національного природного парку сприяє охороні вод.

## Біологічно-географічний стаціонар
На березі озера розташована біостанція, відома як біологічно-географічний стаціонар Львівського національного університету імені Івана Франка. 2010 року на цій біостанції проходила XVII Теріологічна школа-семінар (20-25 вересня 2010 року).

## Галерея

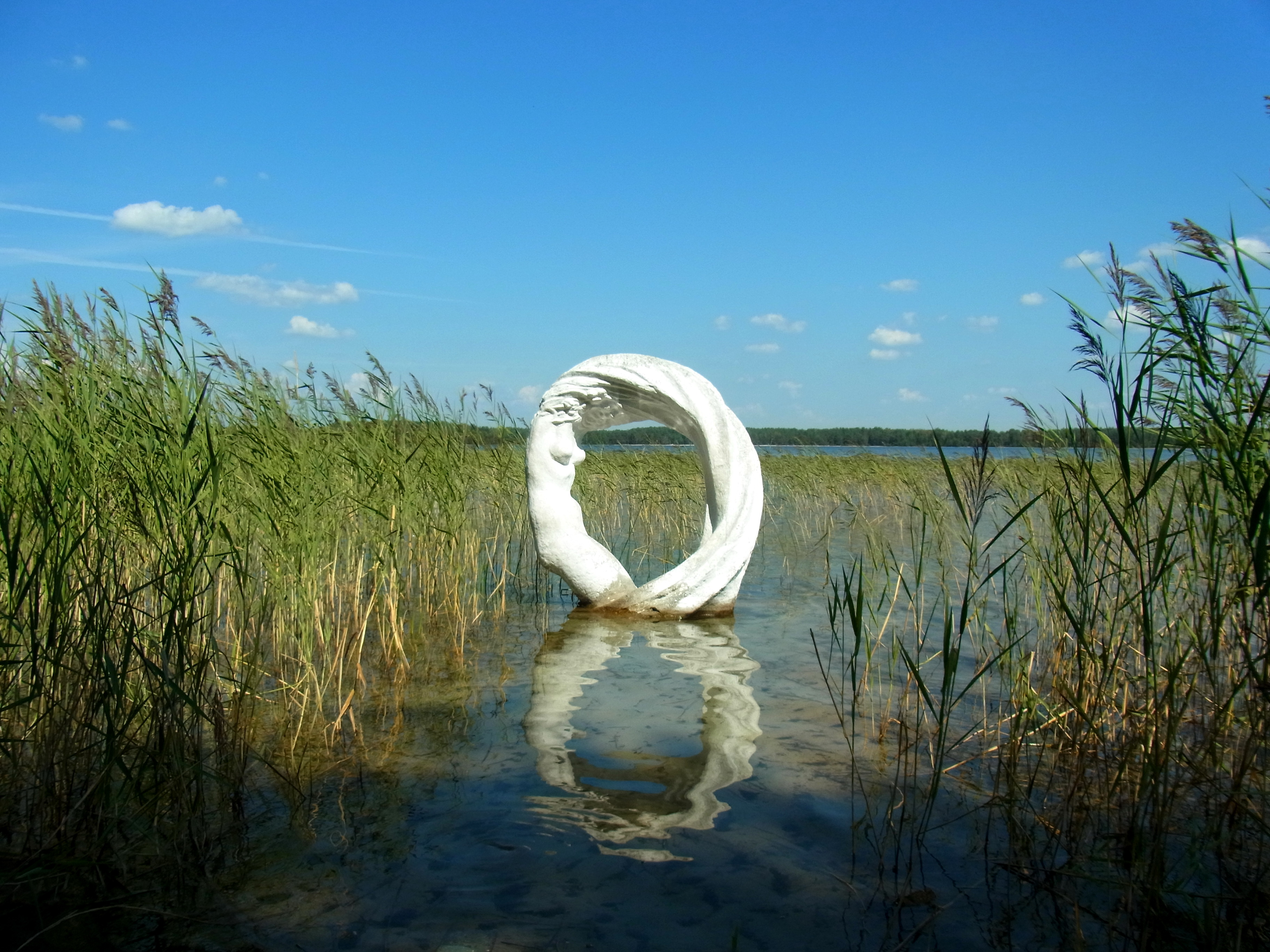
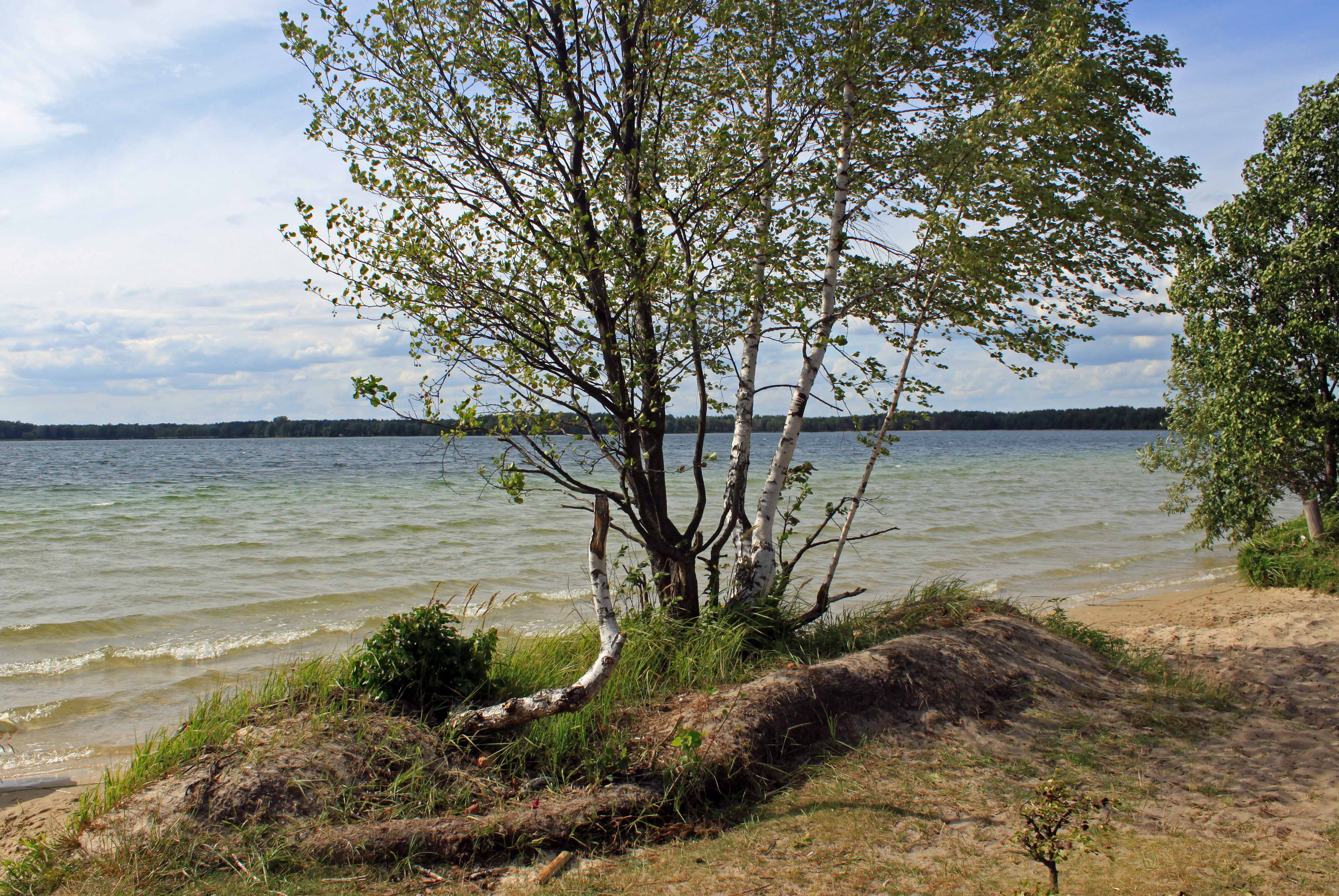
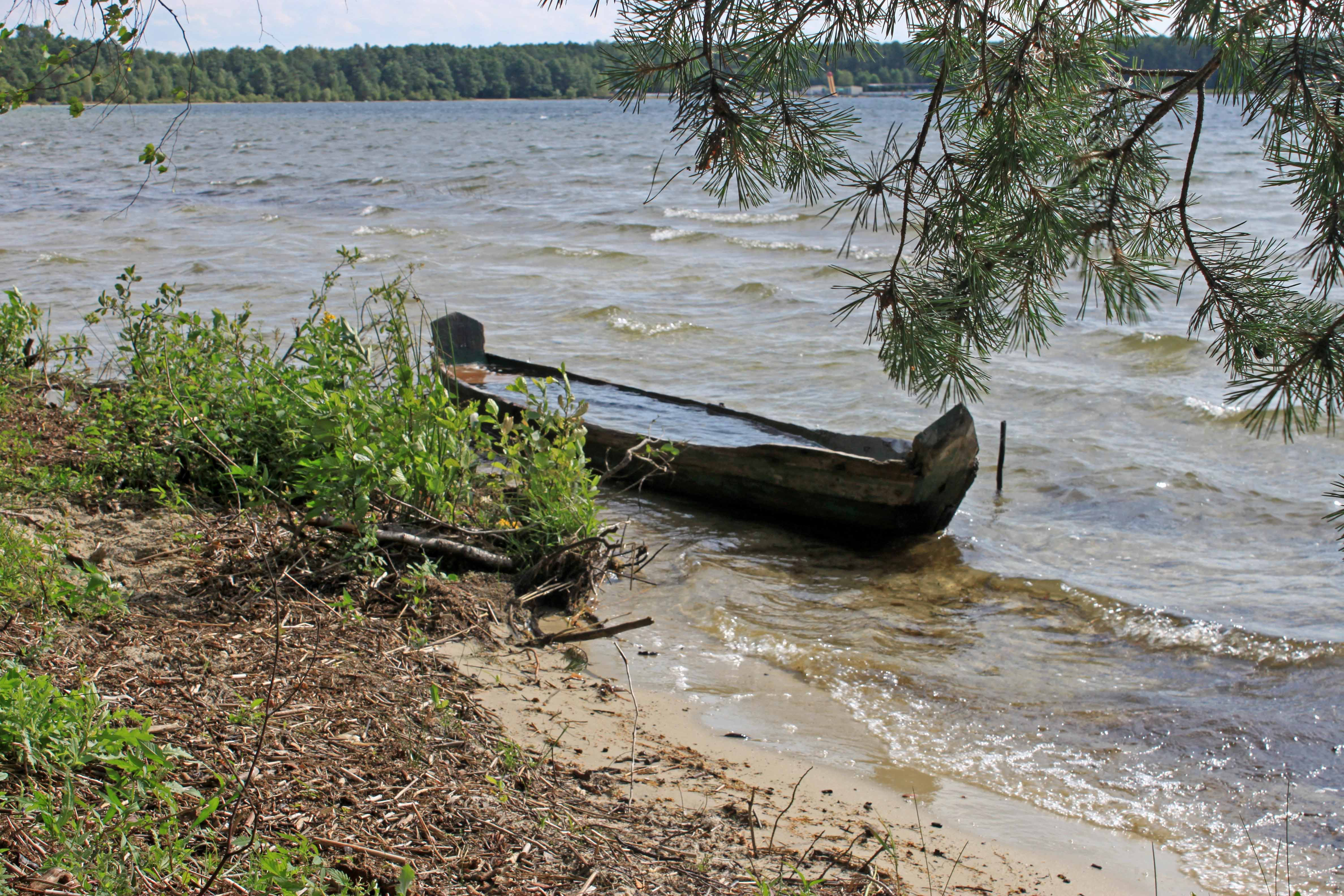
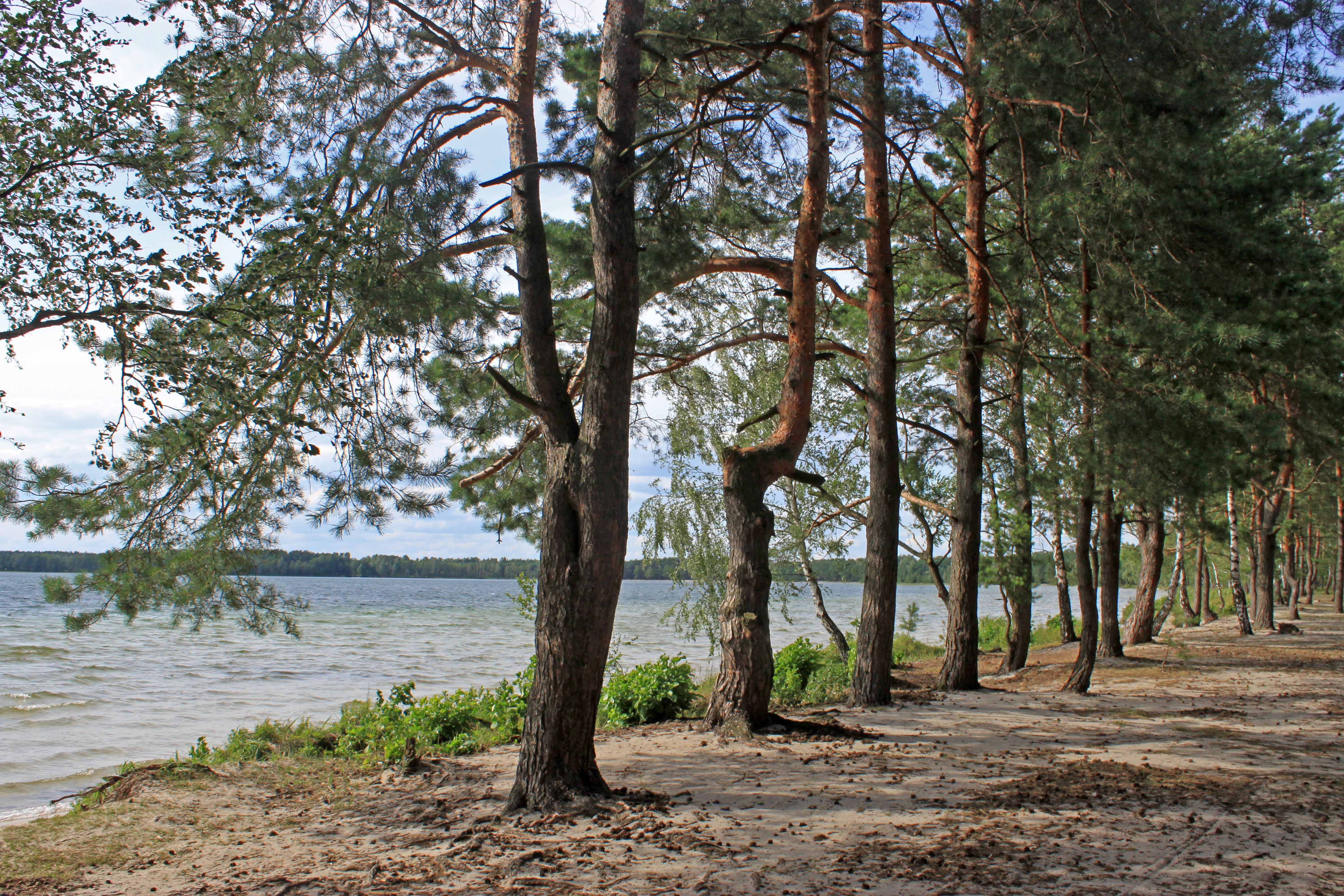
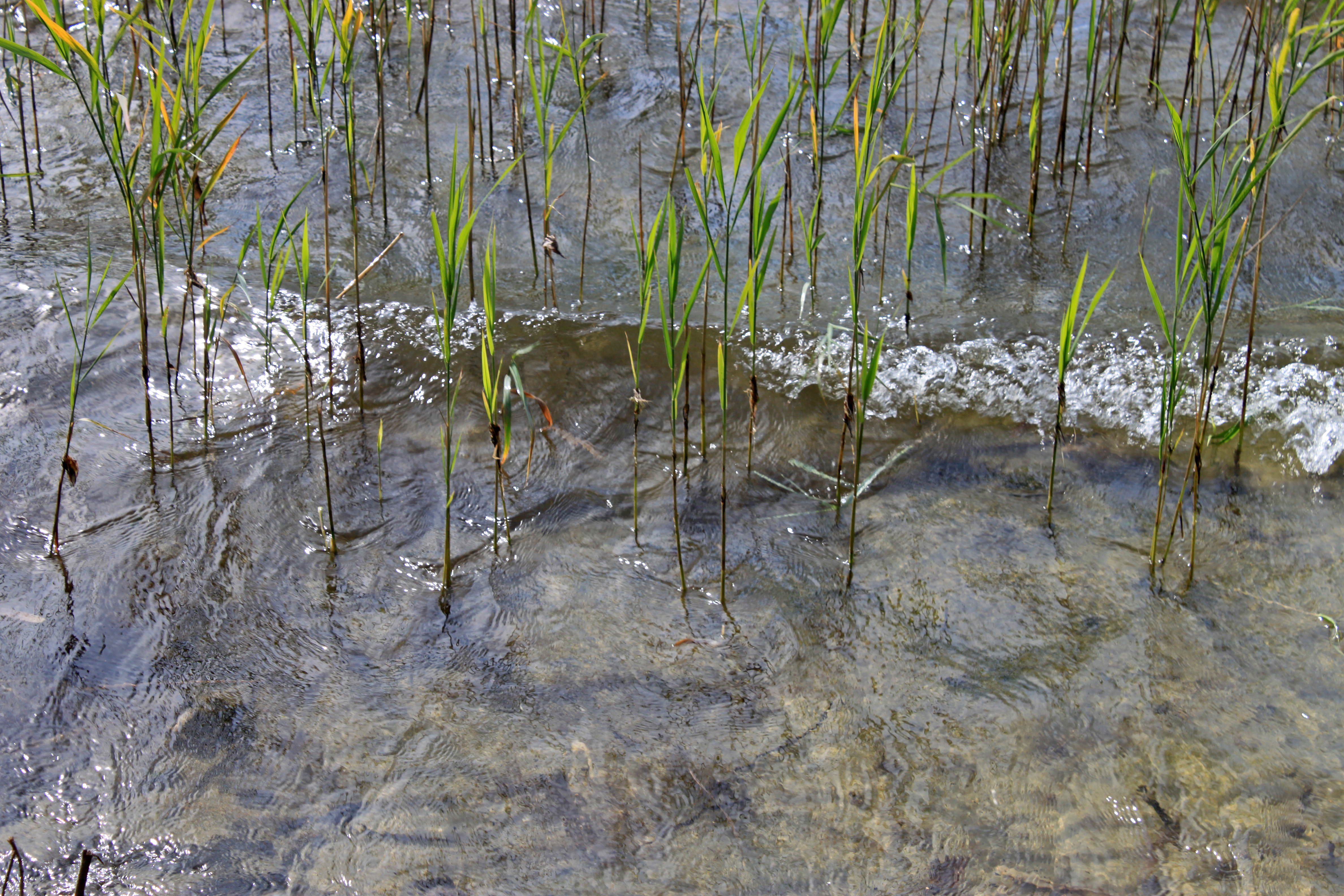
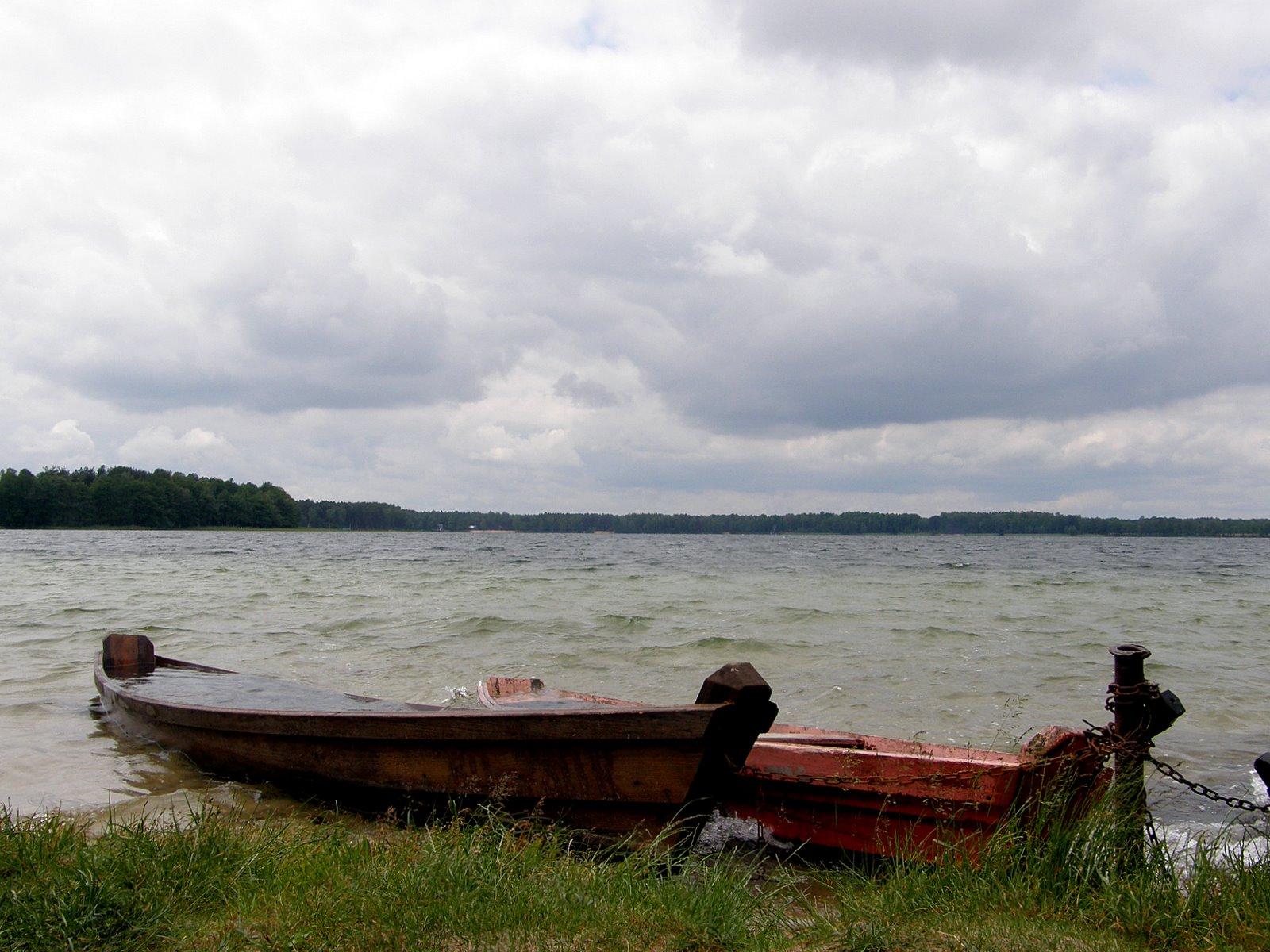
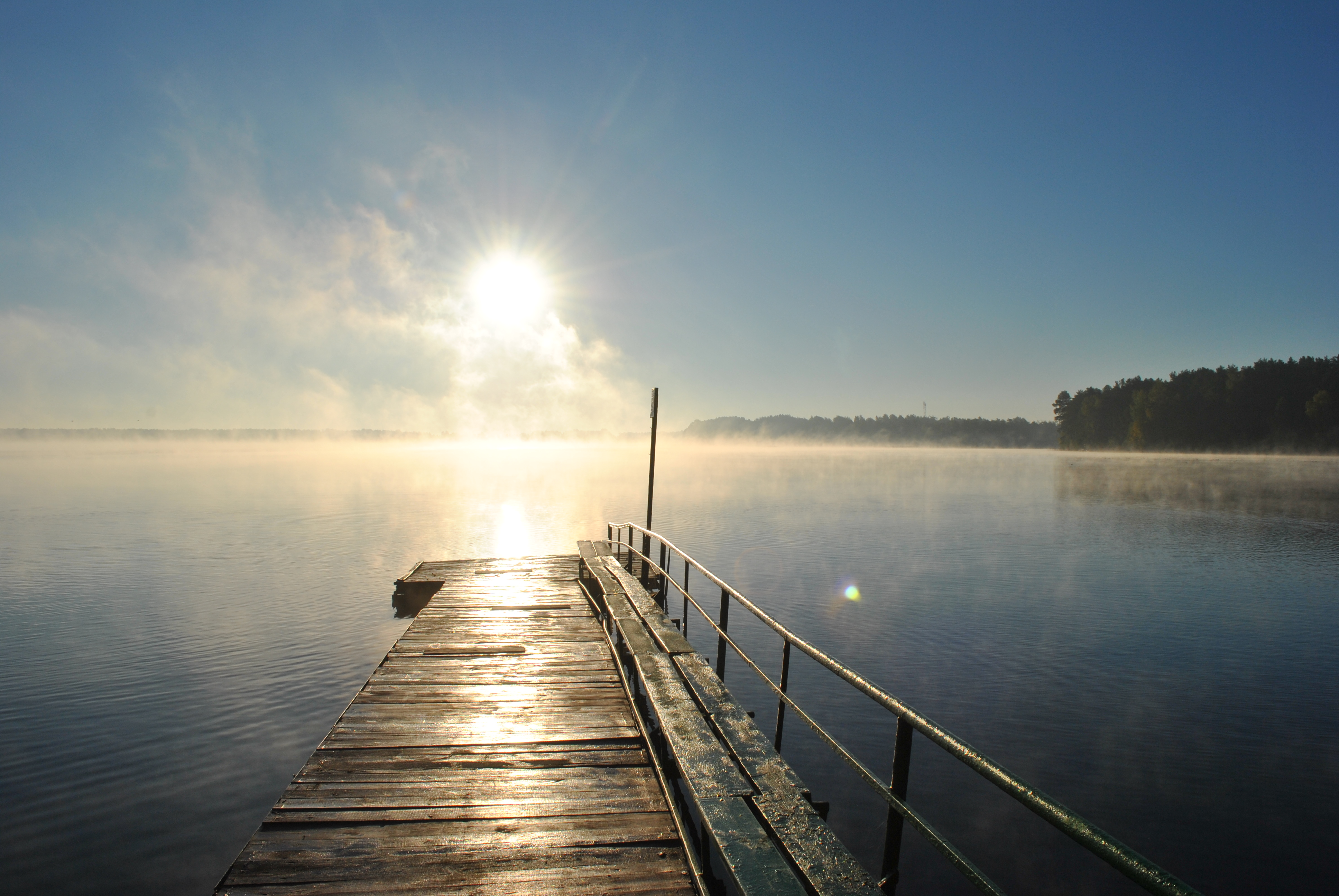
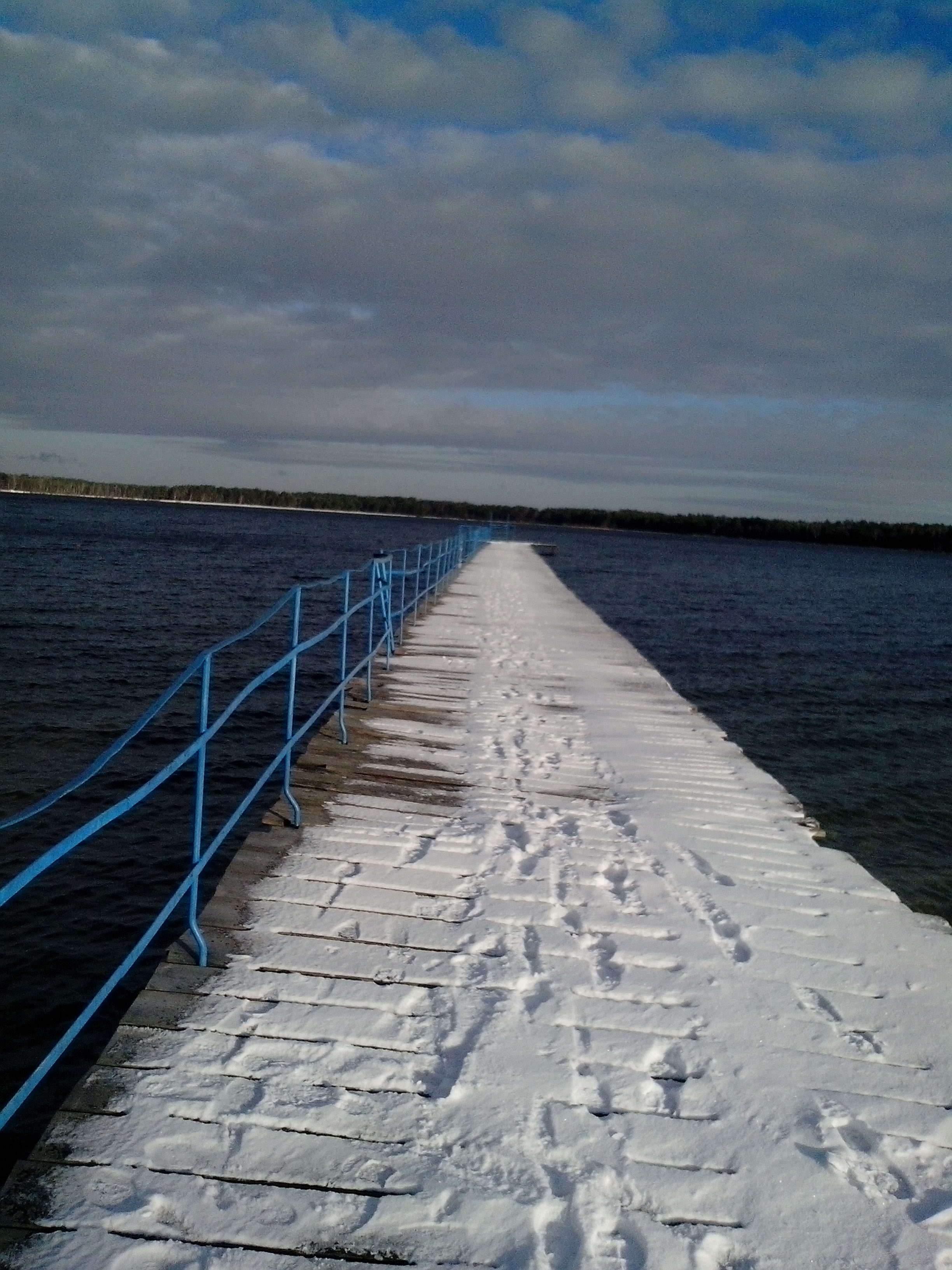
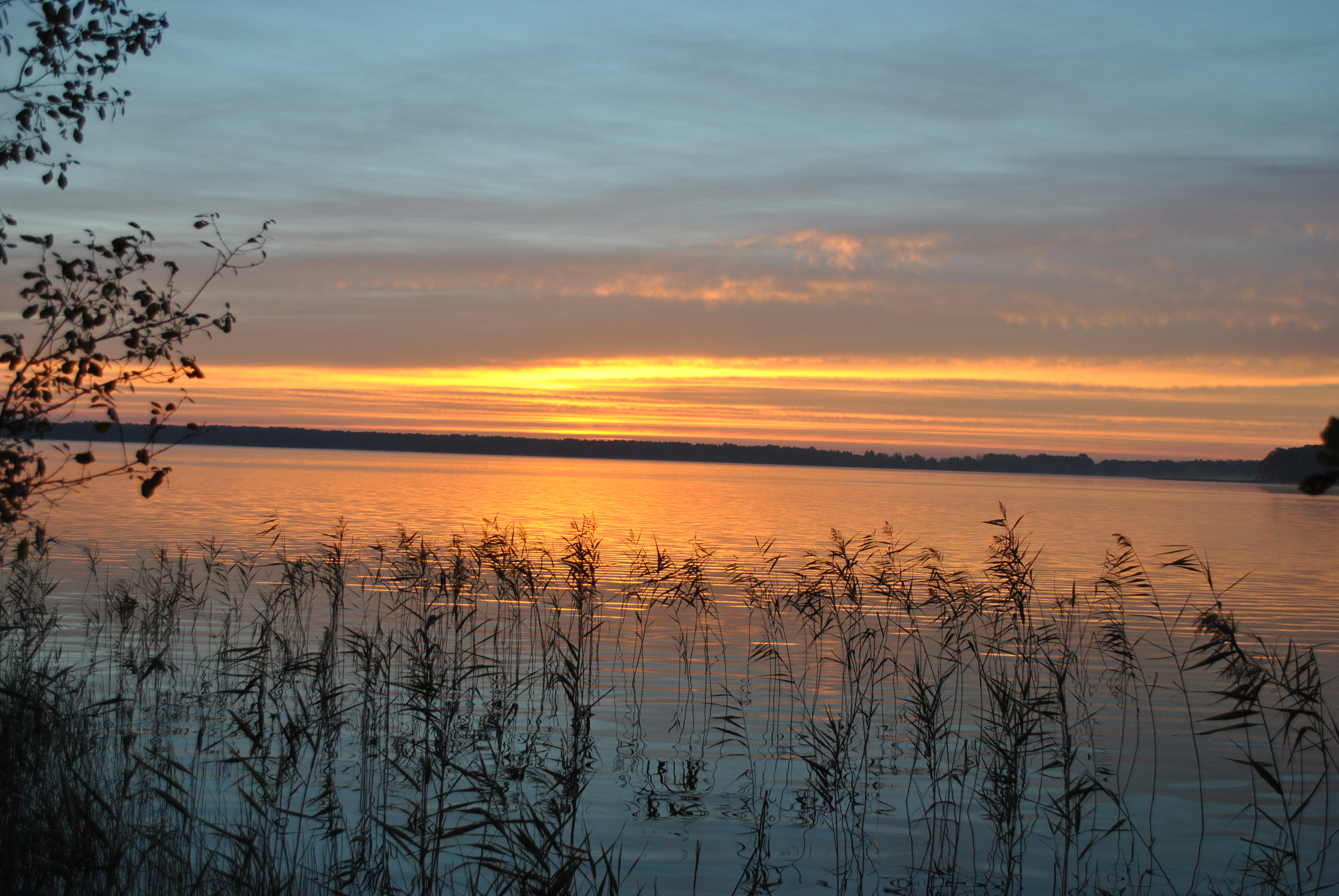

## Відпочинок й туризм
Пісочне озеро — місце лікування, відпочинку й туризму. На березі озера розташовано санаторій «Лісова пісня» — на 400 місць (в першу чергу — кардіологічний профіль). Відпочивальників приймають також у приватному секторі біля санаторію та у селі Мельники.